# دسوانت
داسوانت یا دسوانت (درگذشته 1584) نقاش هندی در خدمت اکبرشاه گورکانی بود.

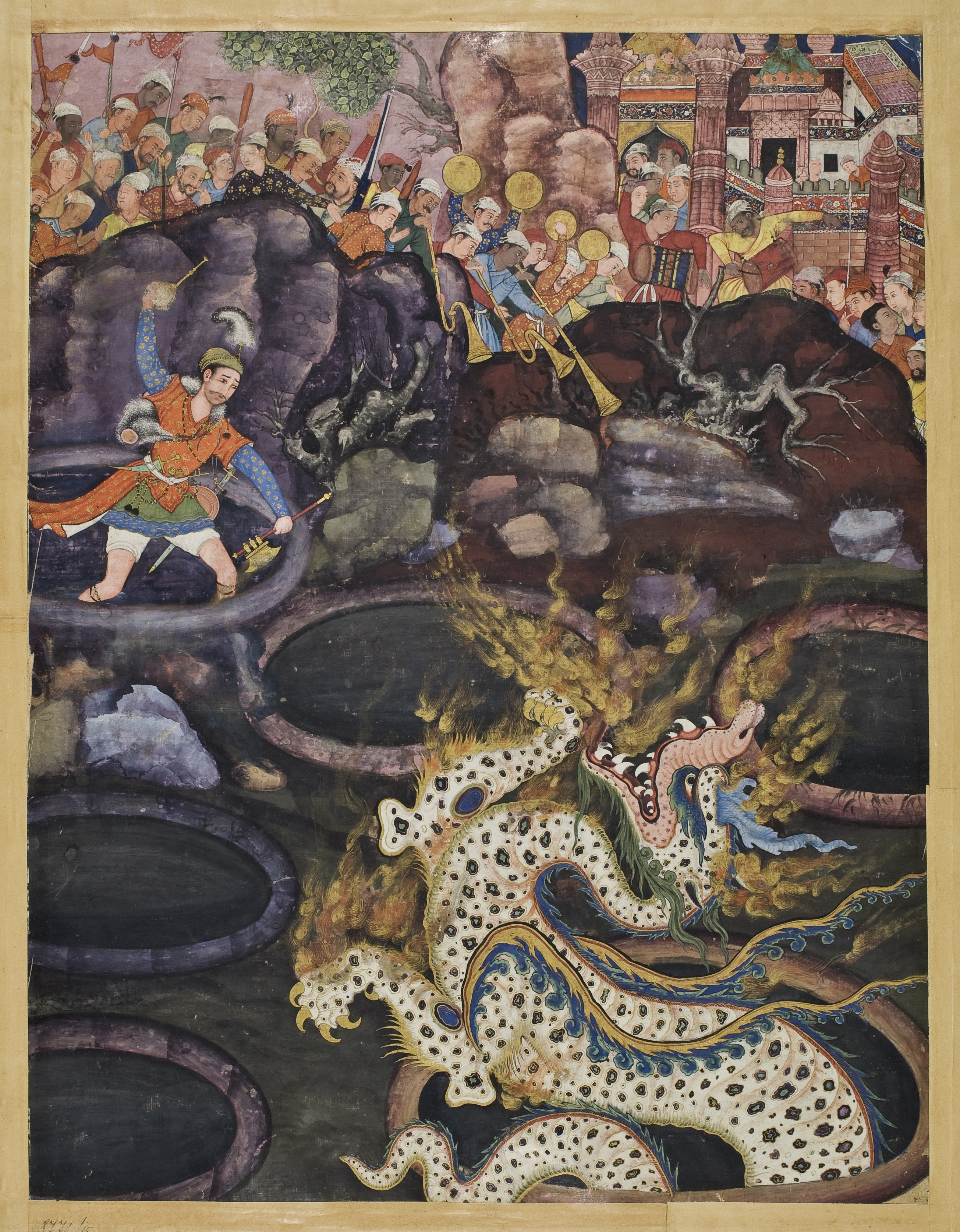
یک نسخه از حمزه‌نامه که در آن عمر اژدها را شکست می‌دهد

داسوانت یک هندو بود و یحتمل توسط استاد ایرانی خواجه عبدالصمد آموزش دیده بود. از میان تعداد زیادی از نقاشان که در کارگاه شاهنشاهی گورکانیان کار می‌کردند، نام داسوانت و باساوان به طور اخص ثبت شده.

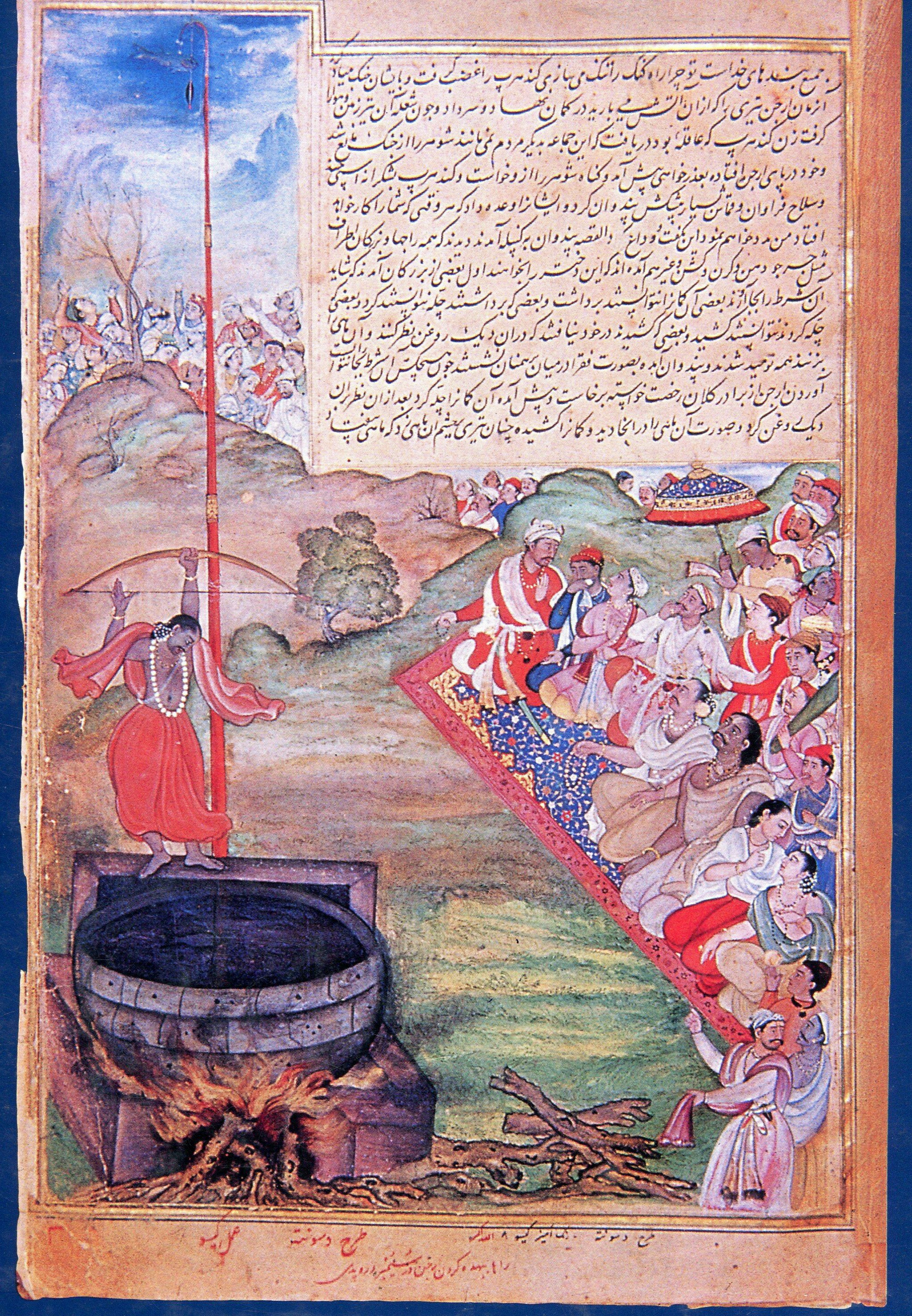
آرجون ماهی را می زند اثر داسوانت و کِشو

داسوانت در تصویرگری داستان‌های عامیانه خاندان جیپور، مهاباراتا که به نام فارسی رزم‌نامه بازتألیف شد، نقش اصلی را داشت.

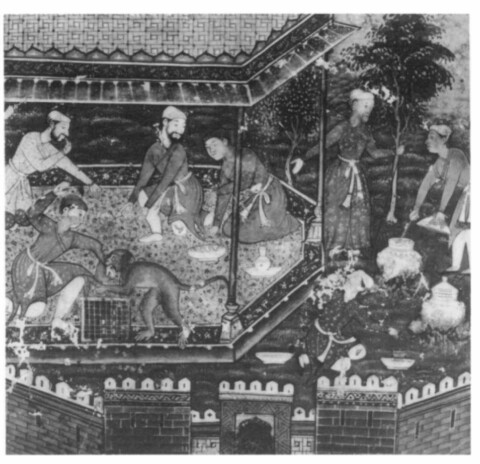
میمون زخمی شاهزاده را گاز می گیرد در کتاب طوطی‌نامه

یک نسخه مینیاتوری از نسخه طوطی‌نامه در موزه هنر کلیولند نیز به او نسبت داده شده است. 

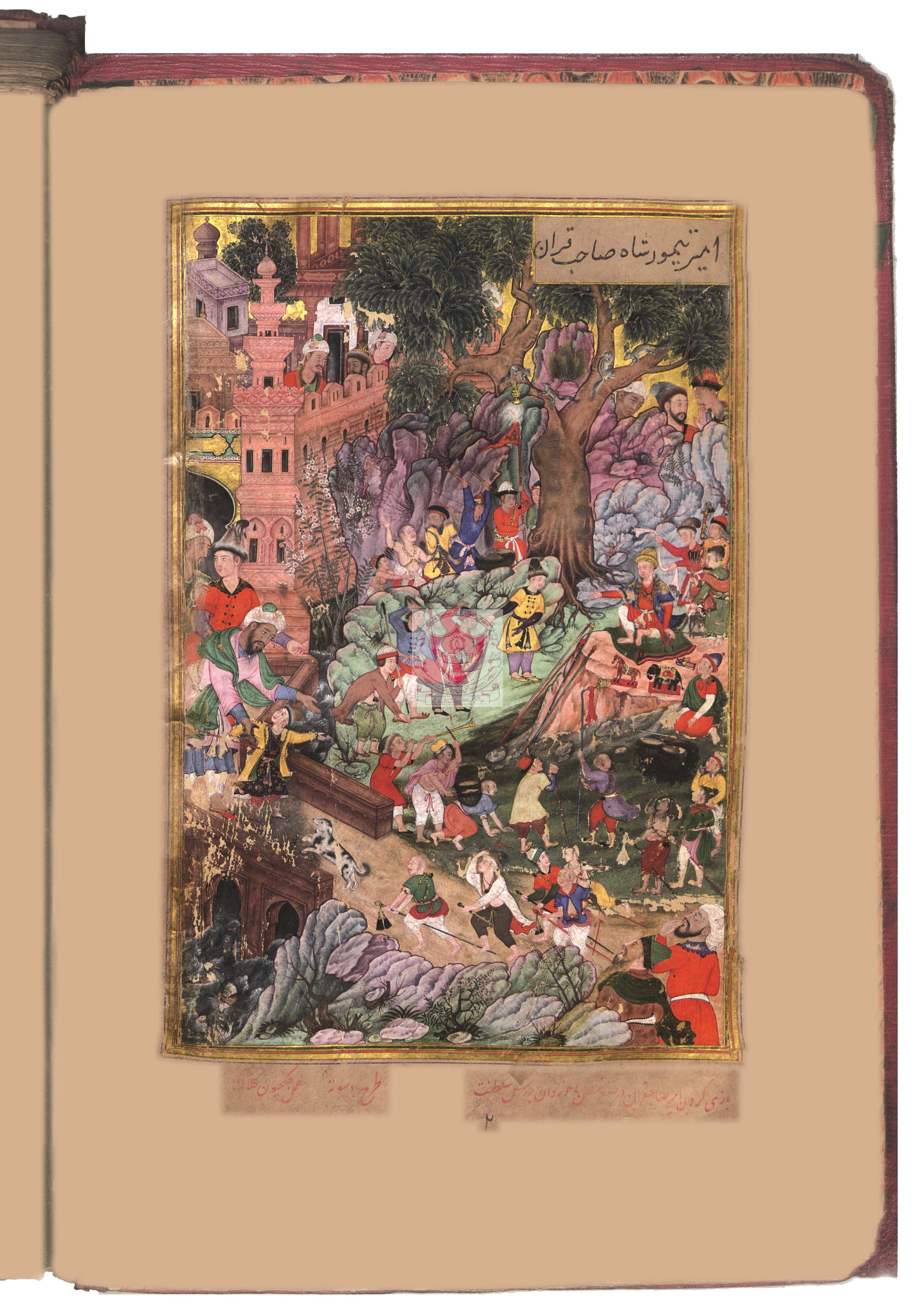
دوران کودکی تیمور اثر داسوانت و جگجیوان کلان.

داسوانت همچنین یک مینیاتور در تاریخ خاندان تیموری از پانتا را با کمک جگجیوان کلان، دیگر هنرمند معاصرش، تصویرگری کرده است. او به خاطر ذهن ناپایدارش، خود را در اثر جنون کشت. 